# Miss Paraíba 2015
Miss Paraíba BE Emotion 2015 foi a 58ª edição do tradicional concurso de beleza feminina de Miss Paraíba BE Emotion, válido para a disputa de Miss Brasil BE Emotion 2015, único caminho para o Miss Universo 2015. Coordenado este ano por uma das diretoras da TV Clube João Pessoa, Jailma Simone, a competição teve a presença de vinte (20) candidatas representando seus respectivos municípios de origem. A final ocorreu no Mangabeira Shopping em 8 de Agosto com a coroação da eleita, que recebeu a faixa e a coroa da vencedora do ano anterior, Larissa Muniz, sendo esta a representante de Mamanguape,[carece de fontes?] Ariádine Maroja.

## Resultados

### Colocações
| Posição                 | Município e Candidata |
| Vencedora               | - Mamanguape - Ariádine Maroja |
| 2º. Lugar               | - Monteiro - Tácia Adriana |
| 3º. Lugar               | - Sousa - Rayra Lira |
| 4º. Lugar               | - Bananeiras - Maria Clara Farias |
| 5º. Lugar               | - Patos - Vanessa Queiroz |
| (TOP 10) Semifinalistas | - Bayeux - Géssica Ramalho - Cabedelo - Brenda Cairo - João Pessoa - Carolinne Caiaffo - Pombal - Ismaelli Cardoso - Santa Rita - Samara Sousa |

### Prêmios Especiais
O concurso distribuiu os seguintes prêmios este ano:
| Prêmio            | Município e Candidata             |
| Miss Simpatia     | - Sapé - Carolina Oschery         |
| Miss Voto Popular | - Bananeiras - Maria Clara Farias |

### Ordem dos Anúncios
| 1. Bananeiras 2. Bayeux 3. Cabedelo 4. João Pessoa 5. Mamanguape 6. Monteiro 7. Patos 8. Pombal 9. Sousa 10. Santa Rita | 1. Monteiro 2. Sousa 3. Mamanguape 4. Patos 5. Bananeiras |  |  |

## Jurados

### Final
Ajudaram a definir a campeã:
1. Vitor Felipe, atleta;
2. Ricardo Aialla, fotógrafo;
3. Gerardo Rabello, colunista social;
4. Kênia Carneiro, consultora de moda;
5. Lula Carvalho, publicitário da Faz Comunicação;
6. Antônio Ferreira, gerente do Mangabeira Shopping;
7. Anairana Bezerra, representante da Embelleze;
8. Ismênia Pessoa, promotora de justiça;
9. Inácio Júnior, diretor da ABIH;
10. Ynara Marques, publicitária.
11. Renata Gadelha, designer;
12. João Ferreira, consultor;

## Candidatas
Disputaram o título este ano:
| - Bananeiras - Maria Clara Farias - Bayeux - Géssica Ramalho - Cabedelo - Brenda Cairo - Cajazeiras - Thainara Vieira - Campina Grande - Steffanny Marques - Guarabira - Natália Fonsêca - Esperança - Ingrid Rayane - João Pessoa - Carolinne Caiaffo - Livramento - Natália Brito - Mamanguape - Ariadine Maroja | - Monteiro - Tácia Adriana - Patos - Vanessa Queiroz - Pombal - Ismaelli Cardoso - Princesa Isabel - Sabrina Andrade - Queimadas - Débora Gomes - Santa Rita - Samara Sousa - São Bento - Jéssica Lima - Sapé - Carolina Oschery - Solânea - Thays Dantas - Sousa - Rayra Lira |